# Hugh Hunt
Hugh Hunt (Memphis, 8 marzo 1902 – San Diego, 1º settembre 1988) è stato uno scenografo statunitense.

## Biografia
Ottenne 12 candidature all'Oscar alla migliore scenografia, vincendo due volte:
- 1954 per Giulio Cesare
- 1959 per Ben-Hur

## Filmografia parziale
- Al di sopra di ogni sospetto (Above Suspicion), regia di Richard Thorpe (1943)
- La commedia umana (The Human Comedy), regia di Clarence Brown (1943)
- Kim, regia di Victor Saville (1950)
- È sempre bel tempo (It's Always Fair Weather), regia di Stanley Donen e Gene Kelly (1955)